# Lindi

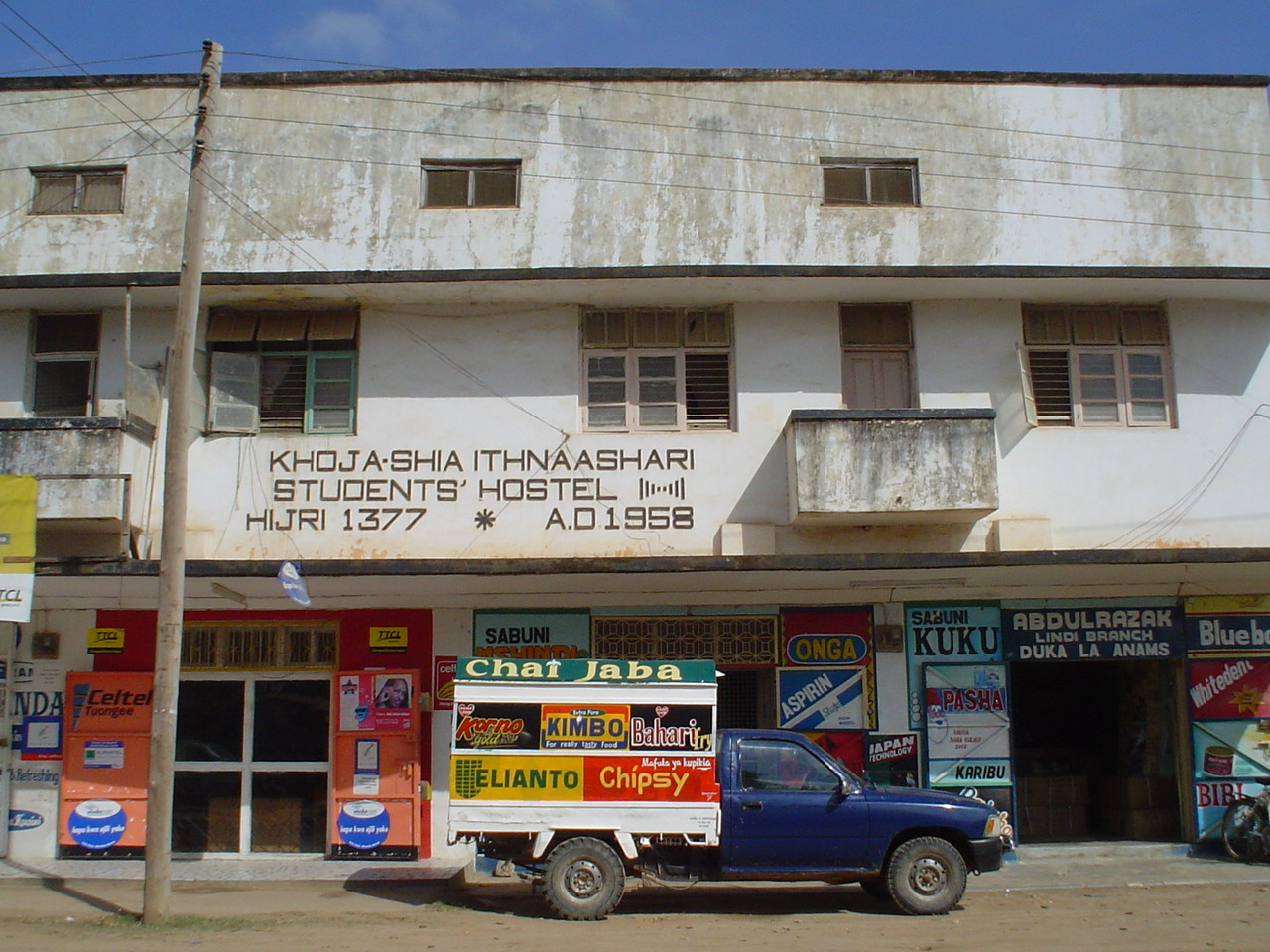
Una escena al carrer principal de Lindi amb botigues i un hostal d'estudiants.

Lindi és una ciutat costanera situada en l'extrem més allunyat de la Badia de Lindi, en l'oceà Índic, en el sud-est de Tanzània. La ciutat es troba a 450 quilòmetres al sud de Dar es Salaam i a 105 quilòmetres al nord de Mtwara, la ciutat costanera més meridional de Tanzanía, i dona el seu nom a la regió de Lindi, una de les zones més escassament poblades del país. La població de la ciutat era de 78.841 habitants en el cens nacional de 2012.